# Бальцан (футбольный клуб)
«Бальцан» — мальтийский футбольный клуб из города Бальцан. В сезоне 2011/12 выступает в мальтийской Премьер-лиге, сильнейшем дивизионе страны. Клуб основан в 1937 году, домашние матчи проводит на стадионе «Та’Кали», вмещающем 17 000 зрителей. До сезона 2011/12 в Премьер-лиге провёл лишь один сезон, в сезоне 2003/04 он занял в ней 9-е место. Лучшим результатом клуба в Кубке Мальты является выход в 1/4 финала в сезоне 2009/10.
Клуб был образован в 1937 году. До 2014 года носил название «Бальцан Ювс». Впервые пробиться в Премьер-лигу команде удалось в 2003 году. В своем дебютном сезоне «Бальцан Ювс» занял 9-е место и сразу вылетел в Первый дивизион. Возвращения клуба в элиту датируется 2011 годом. В этот раз команде удалось закрепиться в числе 12 сильнейших футбольных клубов Мальты, она заняла 6-е место. Наилучшим достижением в кубке страны является выход в четвертьфинал турнира в сезоне-2009/10.

## Достижения
- Первая лига:
  - Чемпион (1): 2010/11.
  - Вице-чемпион (1): 2002/03.

## Выступления в еврокубках
| Сезон   | Турнир           | Раунд                         | Соперник          | Дома | В гостях | Общий счёт |  |
| ------- | ---------------- | ----------------------------- | ----------------- | ---- | -------- | ---------- |  |
| 2015/16 | Лига Европы УЕФА | Первый отборочный раунд       | Железничар        | 0:2  | 0:1      | 0:3        |  |
| 2016/17 | Лига Европы УЕФА | Первый отборочный раунд       | Нефтчи Баку       | 0:2  | 2:1      | 2:3        |  |
| 2017/18 | Лига Европы УЕФА | Первый отборочный раунд       | Видеотон          | 3:3  | 0:2      | 3:5        |  |
| 2018/19 | Лига Европы УЕФА | Первый отборочный раунд       | Кешля             | 4:1  | 1:2      | 5:3        |  |
| 2018/19 | Лига Европы УЕФА | Второй квалификационный раунд | Слован Братислава | 2:1  | 1:3      | 3:4        |  |
| 2019/20 | Лига Европы УЕФА | Первый отборочный раунд       | Домжале           | 3:4  | 0:1      | 3:5        |  |